# Gruba Kaśka

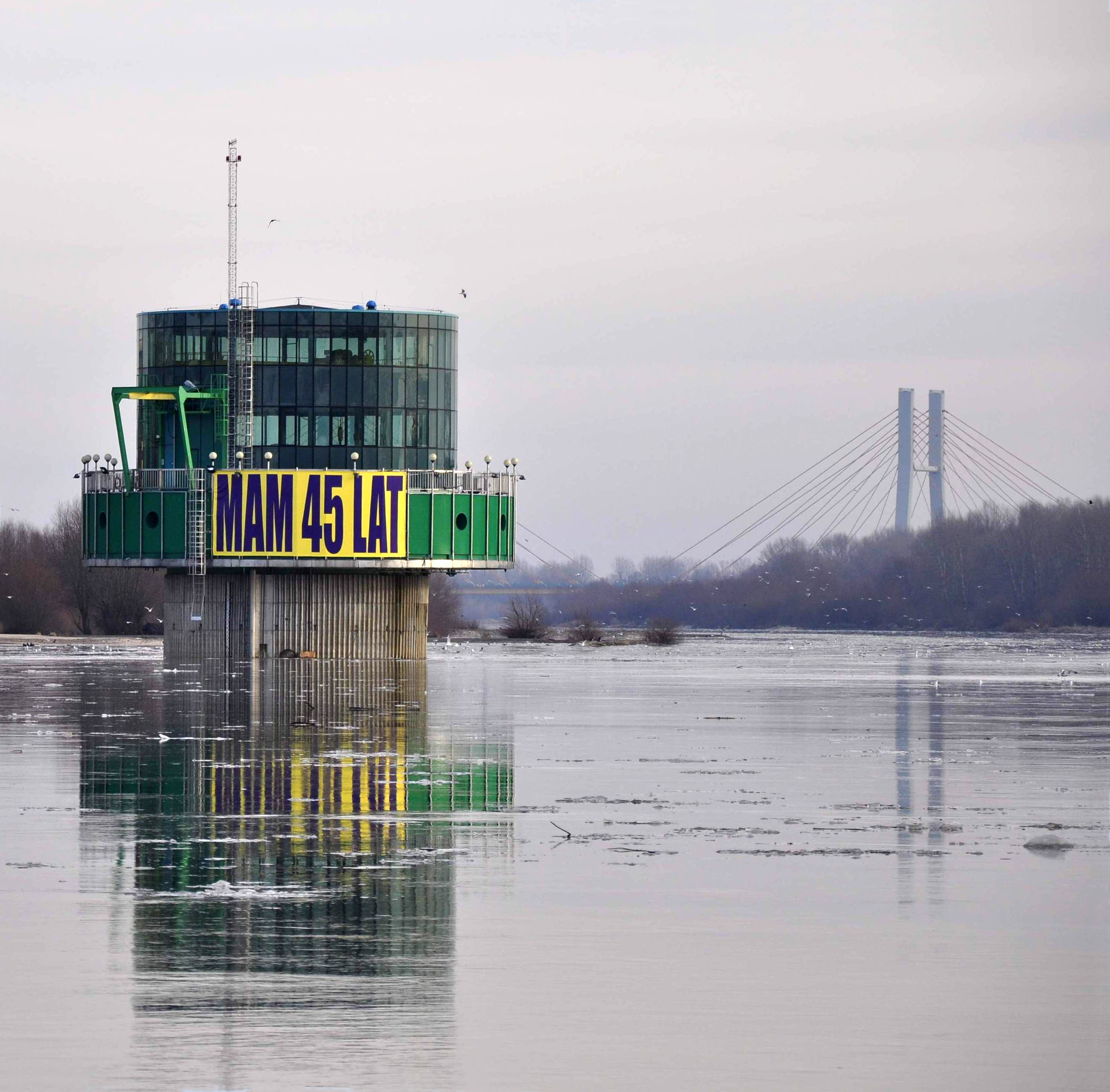
Gruba Kaśka im Jubiläumsjahr 2009

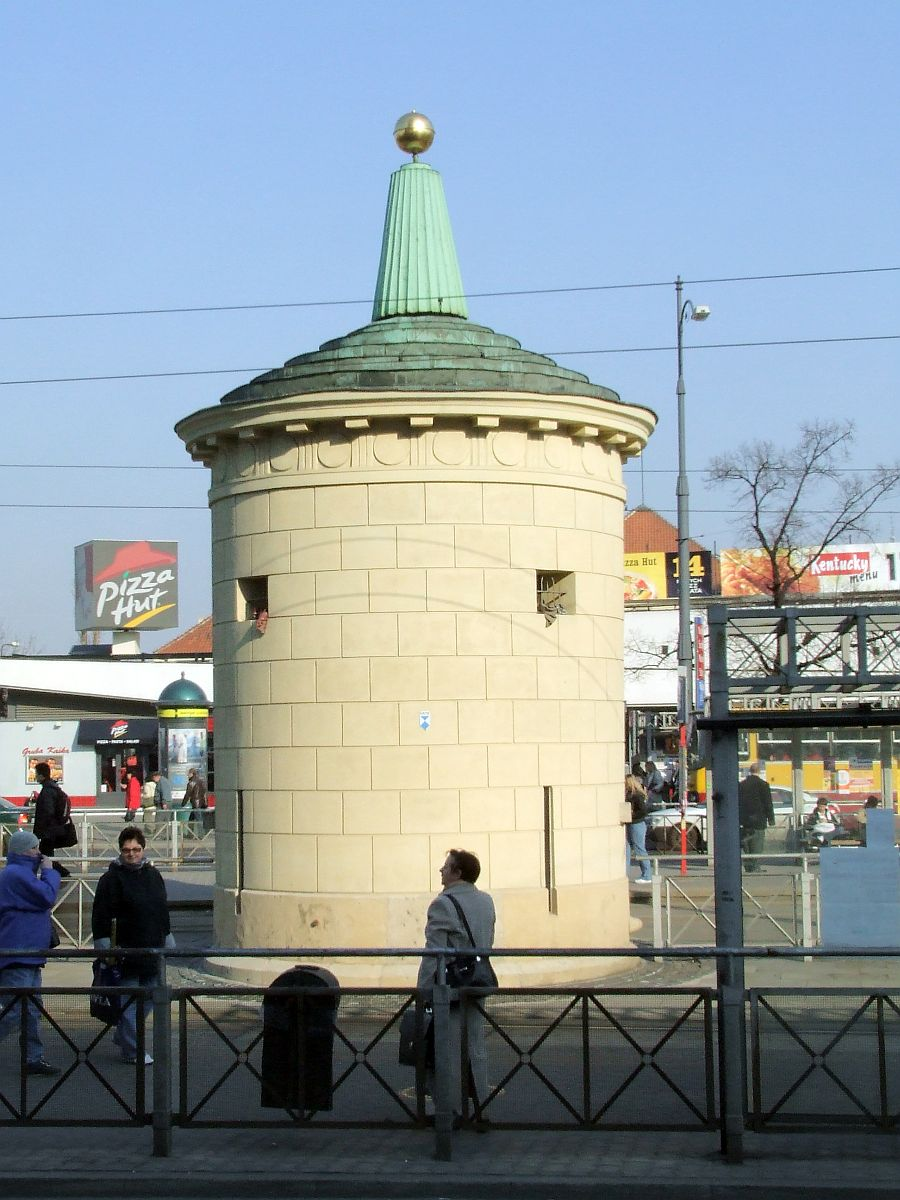
Der alte Brunnen

Das Dicke Käthchen (poln. Gruba Kaśka) ist eine Brunnenfassung, die den am rechten Weichselufer gelegenen Teil Warschaus mit Wasser versorgt.
Vor der Errichtung der „Gruba Kaśka“ wurde Warschau ausschließlich durch die Lindleyschen Filter mit Trinkwasser versorgt. Da diese trotz mehrfacher Modernisierungen den steigenden Bedarf nicht mehr decken konnten, wurde 1964 nach dem Vorschlag von Ingenieur Włodzimierz Skoraczewski eine neue Brunnenfassung inmitten des Strombetts der Weichsel errichtet. Wegen ihrer runden Form wurde sie von den Warschauern „Gruba Kaśka“ genannt, in Anknüpfung an das runde Brunnengebäude aus dem 18. Jahrhundert von Simon Gottlieb Zug.
Die Anlage besteht aus einem Schacht, von dem strahlenförmig 15 Drainrohre mit einer Gesamtlänge von 1472 Meter ausgehen. Das Flusswasser passiert eine 4 bis 8 m dicke Sandschicht, die durch die Flussströmung ständig erneuert wird. Aus den Drainrohren gelangt das Wasser durch einen 300 m langen Tunnel zur Wasseraufbereitungsanlage am rechten Weichselufer. Die Anlage kann täglich 90.000 bis 120.000 m³ Trinkwasser liefern.
Bei niedrigem Wasserstand wird die obere Sandschicht von zwei kleinen Schiffen aufgewühlt.
Im Gebäude selbst kontrollieren Muscheln als Bioindikatoren die Wasserqualität. Bei schlechter Wasserqualität schließen sich die Muscheln. Dies wird von Sensoren erkannt, die dann Alarm schlagen.